# Pseudocorchorus mamillatus
Pseudocorchorus mamillatus är en malvaväxtart som beskrevs av René Paul Raymond Capuron. Pseudocorchorus mamillatus ingår i släktet Pseudocorchorus och familjen malvaväxter. Inga underarter finns listade i Catalogue of Life.